# Nemeurinus leucocelis
Nemeurinus leucocelis är en tvåvingeart som beskrevs av Ito 1984. Nemeurinus leucocelis ingår i släktet Nemeurinus och familjen borrflugor. Inga underarter finns listade i Catalogue of Life.